# Национальный институт сердечно-сосудистой хирургии имени Н. М. Амосова АМН Украины
Национальный институт сердечно-сосудистой хирургии имени Н. М. Амосова АМН Украины расположен в Киеве.
История института начинается в 1955 году, когда на базе 24-й городской больницы г. Киева Николаем Михайловичем Амосовым была открыта первая в УССР специализированная клиника сердечной хирургии. В настоящий момент институт принадлежит к ведомству Академии медицинских наук Украины.
На сегодняшний день является ведущим научным, лечебным и обучающим кардиохирургическим центром на Украине. Специалисты института выполняют более 5000 операций ежегодно.
Виды патологий, лечение которых проводится в Институте :
- врожденные пороки сердца
- приобретенные пороки сердца
- ишемическая болезнь сердца
- нарушения ритма сердца
- инфекционный эндокардит
- патология грудной аорты
- патология миокарда, подлежащая хирургической коррекции

Директор института с 1988 по 2015 год — Кнышов, Геннадий Васильевич, с 2016 года — Лазоришинец, Василий Васильевич.